# Malcolm Turnbull
Malcolm Bligh Turnbull (Sydney, 24 ottobre 1954) è un ex politico e imprenditore australiano.
È stato il 29º primo ministro dell'Australia e leader del Partito Liberale d'Australia da settembre 2015 ad agosto 2018. È inoltre deputato per il suo partito nella divisione di Wentworth dal 2004 al 2018.

## Biografia
Turnbull ha frequentato l'università di Sydney ottenendo una Bachelor of Arts e una laurea in giurisprudenza. Successivamente ha ottenuto una borsa di studio al Brasenose College dell'università di Oxford dove si è laureato in diritto civile. Prima di entrare in politica, ha svolto le professioni di giornalista, avvocato, consulente di investimento e operatore di venture capital. Dal 1993 al 2000 è stato il presidente del Movimento Repubblicano Australiano.
Durante il governo presieduto da John Howard ha avuto un breve incarico come ministro dell'ambiente nel 2007; l'anno successivo viene eletto per la prima volta come capo di partito a settembre 2008, diventando al contempo leader dell'opposizione. Nel novembre 2009 il suo supporto alla Carbon Tax voluta dal partito laburista spacca il partito liberale, e il mese successivo perde la leadership contro Tony Abbott. Inizialmente intenzionato a lasciare la politica, Turnbull rimane come deputato e arriva a far parte del governo di Abbott quale ministro delle comunicazioni nel settembre 2013.
Il 14 settembre 2015 Turnbull sfida Abbott per la leadership di partito, e vince il relativo scrutinio con 54 voti contro i 44 di Abbott. Gli succede quindi come primo ministro il giorno successivo.
Il 24 agosto 2018 Turnbull viene sfiduciato dalla corrente ultraconservatrice del partito, perdendo il relativo scrutinio 45 voti a 40. Gli succede come primo ministro il ministro del Tesoro Scott Morrison.